# Tengiz Evgen'evič Abuladze
Tengiz Evgen'evič Abuladze (in russo Тенги́з Евге́ньевич Абула́дзе?; in georgiano თენგიზ ევგენის ძე აბულაძე?, traslitterato: Tengiz Evgenis Abuladze; Kutaisi, 31 gennaio 1924 – Tbilisi, 6 marzo 1994) è stato uno sceneggiatore e regista sovietico di nascita georgiana.

## Biografia
Dopo aver studiato regia teatrale a Tbilisi, si diploma in regia cinematografica al VGIK di Mosca nel 1953 e ritorna in Georgia come regista televisivo e di documentari.

Si fa notare al Festival di Cannes 1956 dove riceve il Prix du film de fiction - court métrage per il film Magdans lurdja, opera che rappresenta una «vera rottura tematica e stilistica» con le tematiche affrontate fino ad allora nel cinema georgiano. Il mediometraggio vince anche l'Edinburgh International Film Festival nel 1956.
Debutta nel lungometraggio nel 1958, ed è poi autore di film critici nei confronti del regime sovietico, tra cui L'albero dei desideri (1977).
La sua opera non risulta comunque particolarmente conosciuta in occidente, almeno fino all'avvento della glasnost, quando Pentimento (1984), narrazione in forma allegorica delle vicissitudini di un paesino sotto il regime dispotico di Stalin (anch'egli georgiano), vinse il Grand Prix Speciale della Giuria al Festival di Cannes. Il film venne girato nel 1984 ma rimase non distribuito fino alla fine del 1986 quando la glasnost' di Gorbačëv lo fece circolare.

## Riconoscimenti
- Magdans lurdja: 
  - Prix du film de fiction – court métrage, Festival di Cannes 1956
  - Vincitore dell'Edinburgh International Film Festival (1956)
- Pentimento: 
  - Grand Prix Speciale della Giuria, Festival di Cannes 1987
  - Premio Lenin

## Filmografia

### Documentari
- Chveni sasakhle (1953)
- Qartuli tsekvis sakhelmtsipo ansambli (1954)
- Dimitriy Arakishvili (1955)
- Svanur-Tushuri chanakhatebi (1965)
- Muzeumi gia tsis qvesh - film TV (1972)

### Lungometraggi
- Magdans lurdja (1955)
- Skhvisi shvilebi (1958)
- Me, bebia, Iliko da Ilarioni (1962)
- La supplica (Vedreba) (1967)
- Samkauli satrposatvis (1971)
- L'albero dei desideri (Natvris khe) (1977)
- Pentimento (Pokayaniye) (1984)
- Khadzhi Murat (1989)